# Station Itami (JR)
Station Itami (伊丹駅, Itami-eki) is een spoorwegstation in de Japanse stad Itami in de prefectuur Hyōgo. Het station dient niet verward te worden met het gelijknamige station ten westen van het station Itami, dat wordt uitgebaat door Hankyu. Het wordt aangedaan door de Fukuchiyama-lijn. Het station heeft twee sporen.

## Treindienst

### JR West
| 1 | ■ Fukuchiyama-lijn | richting Takarazuka en Sanda              |
| 2 | ■ Fukuchiyama-lijn | richting Amagasaki, Osaka en Kita-Shinchi |

## Geschiedenis
Het station werd in 1891 geopen als stopplaats en werd in 1893 een volwaardig station. Het huidige station werd in 1981 voltooid en in 2005 verbouwd.

## Overig openbaar vervoer
Er bevindt zich een busstation met bussen van zowel Hankyu als van het netwerk van Itami.

## Stationsomgeving
Het station is door middel van een brede voetgangersbrug verbonden met het winkelcentrum Æon Mall Itami Terace.
- Æon Mall Itami Terace (winkelcentrum):
  - TOHO Cinema  (bioscoop)
- Japan (voordeelwinkel)
- Ruïnes van kasteel Itami
- Stedelijk museum van Itami
- FamilyMart
- Nitori (meubelzaak)
- Kurazushi
- Mitsui-Sumitomo Bank
- Kioto Bank
- Heart-in

(JR Kioto-lijn<<) ·  Ōsaka ·  Tsukamoto ·  Amagasaki ·  Tsukaguchi ·  Inadera ·  Itami ·  Kita-Itami ·  Kawanishi-Ikeda ·  Nakayamadera ·  Takarazuka ·  Namaze ·  Nishinomiyanajio ·  Takedao ·  Dōjō ·  Sanda ·  Shin-Sanda ·  Hirono ·  Aino ·  Aimoto ·  Kusano ·  Furuichi ·  Minami-Yashiro ·  Sasayamaguchi ·  Tamba-Oyama ·  Shimotaki ·  Tanikawa ·  Kaibara ·  Isō ·  Kuroi ·  Ichijima ·  Tamba-Takeda ·  Fukuchiyama · (>>Sanin-lijn)